# Krasnotoerinsk
Krasnotoerinsk (Russisch: Краснотурьинск) is een Russische stad ten oosten van de Oeral in de Centrale Oeral aan de rivier de Toerja (zijrivier van de Sosva; stroomgebied van Ob) op 348 kilometer ten noorden van Jekaterinenburg.

## Geschiedenis
De plaats werd gesticht in 1758 bij de exploitatie van kopermijnen aan de rivier de Toerja (Wogoelse benaming "meerachtige rivier") en werd toen Toerinskije Roedniki ("Toerjamijnen") genoemd, wat later werd veranderd in Toerinski, toen het een dorpje was geworden. Vanaf 1800 werd begonnen met het delven van ijzer in de regio rond de plaats en vanaf 1823 werd er goud gedolven. Vanaf 1930 werd er klei gewonnen. In 1944 kreeg de plaats de stadstatus en werd hernoemd tot Krasnotoerinsk.

## Economie
De stad heeft een aluminiumfabriek die bauxiet verwerkt uit de buurt van Serverooeralsk, in de buurt wordt koper, ijzer, goud en klei gedolven en er is een gaspijpleidingonderhoudsbedrijf en een waterkrachtcentrale.

## Cultuur
De stad heeft meerdere musea; een poppenmuseum, een geologisch en minerologisch museum (meer dan 100.000 bergkristallen en edelmetalen), een museum voor lokale geschiedenis en het Popovradio-museum. In de PGT Vorontsovka bevindt zich een museum over luchtmachtpiloot Anatoly Serov.

## Demografie
| Ontwikkeling van het inwoneraantal |      |        |        |        |        |        |        |
| Jaar                               | 1926 | 1959   | 1970   | 1979   | 1989   | 2002   | 2005   |
| Bevolking                          | 6000 | 61.700 | 58.600 | 61.000 | 67.700 | 64.900 | 63.300 |

## Geboren in de stad
- Aleksandr Popov - Russisch natuurkundige en uitvinder van de radio (1859-1905)